# 1837
- Wikisource

| Calendário gregoriano                                                        | 1837 MDCCCXXXVII                    |
| Ab urbe condita                                                              | 2590                                |
| Calendário arménio                                                           | 1286 – 1287                         |
| Calendário bahá'í                                                            | -7 – -6                             |
| Calendário budista                                                           | 2381                                |
| Calendário chinês                                                            | 4533 – 4534 Início a 5 de fevereiro |
| Calendário copta                                                             | 1553 – 1554                         |
| Calendário etíope                                                            | 1829 – 1830                         |
| Calendários hindus - Vikram Samvat - Calendário nacional indiano - Cáli Iuga | 1892 – 1893 1758 – 1759 4937 – 4938 |
| Calendário Holoceno                                                          | 11837                               |
| Calendário islâmico                                                          | 1253 – 1254                         |
| Calendário judaico                                                           | 5597 – 5598                         |
| Calendário persa                                                             | 1215 – 1216 Início a 21 de março    |
| Calendário rúnico                                                            | 2087                                |
| Calendário solar tailandês                                                   | 2380                                |

1837 (MDCCCXXXVII, na numeração romana) foi um ano comum do século XIX do actual Calendário Gregoriano, da Era de Cristo, e a sua letra dominical foi A (52 semanas), teve início a um domingo e terminou também a um domingo.
| Ano completo                    |
| ------------------------------- |
| Ano comum com início ao domingo |

## Eventos
- No dia 2 de dezembro, por intermédio de Bernardo Pereira de Vasconcelos, é criado o Colégio Pedro II.
- Por Carta Régia, pelos serviços prestados durante a Guerra Civil, a cidade de Angra acrescenta aos seus títulos o de "Heroísmo" e de "Sempre Constante", tornando-se a "Mui Nobre, Leal e Sempre Constante Cidade de Angra do Heroísmo"; a sua Câmara Municipal é condecorada com a Grã-Cruz da Ordem Militar da Torre e Espada, Valor, Lealdade e Mérito, recebendo um novo brasão de armas.
- René Joachim Henri Dutrochet reconhece a importância da Clorofila.
- Samuel Finley Breese Morse inventa o telégrafo.
- Tem início o reinado da Rainha Vitória ou a Era Vitoriana, que duraria 63 anos; até os dias atuais, o segundo mais longo reinado da História do Reino Unido.
- Em novembro, os sabinos tomaram Salvador, proclamaram a república e declararam a Bahia separada do Brasil até que D. Pedro de Alcântara atigisse a maioridade.
- Sabinada no Brasil.

### Janeiro
- 1 de janeiro - Um forte sismo atingiu a Galileia, então controlada pelo Egito. Seu epicentro foi ao norte da cidade de Safed (atual Israel).
- 12 de janeiro - Uma Crise sísmica na ilha Graciosa, Açores fortes sismos abalam a ilha até aos fins de Fevereiro; a 21 de Janeiro fez um grande sismo na Vila da Praia, Santa Cruz da Graciosa, que destruiu quase todo o casario da vila e pondo por terra Igreja de Nossa Senhora da Luz.
- 12 de janeiro - Por Carta Régia é concedida à Vila da Praia o título de "Muito Notável e de Vitória", tornando-se "Muito Notável Vila da Praia da Vitória";

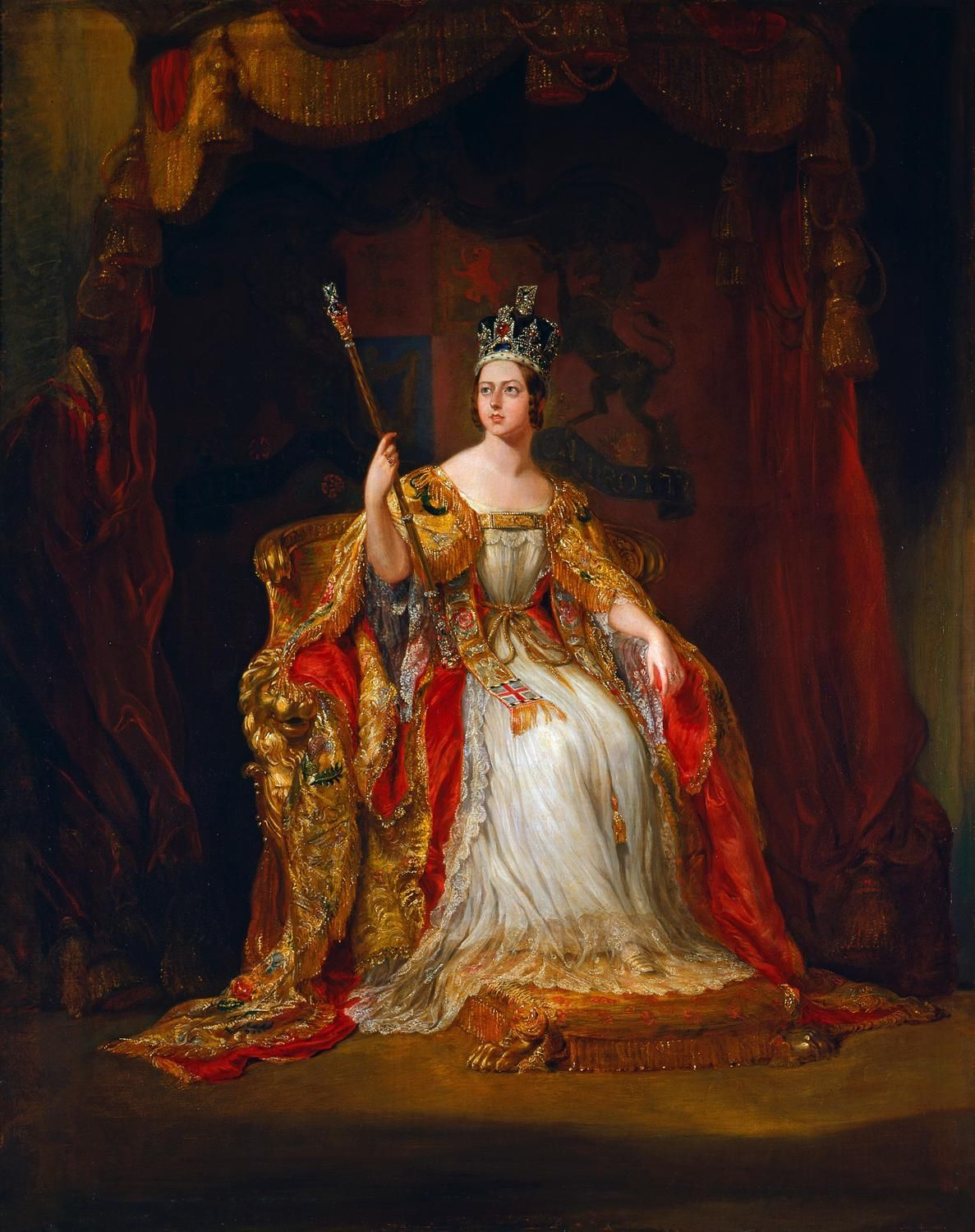
Retrato oficial de Coroação de Vitória do Reino Unido.

- Retrato oficial de Coroação de Vitória do Reino Unido.26 de janeiro - Michigan torna-se o 26º estado norte-americano.

### Abril-Junho
- 12 de abril - O conglomerado da Procter & Gamble tem suas origens, quando os empresários britânicos William Procter e James Gamble começam a vender seus primeiros produtos manufaturados (sabão e velas) em Cincinnati, Ohio.
- Maio - W. F. Cooke e Charles Wheatstone patenteiam um sistema de telégrafo elétrico.
- 10 de maio - O pânico de 1837 começa em Nova York.
- 5 de junho - A cidade de Houston é incorporada pela República do Texas.
- 20 de junho - a Rainha Vitória, 18, adere ao trono do Reino Unido, pela morte de seu tio Guilherme IV, sem herdeiros legítimos (ela reinará por mais de 63 anos). Sob a lei sálica, o Reino de Hanôver passa para o irmão de Guilherme, Ernesto Augusto, Duque de Cumberland, pondo fim à união pessoal da Grã-Bretanha e Hanôver, que persiste desde 1714.

### Julho-Setembro
- 13 de julho - a rainha Vitória move-se do palácio de Kensington no palácio de Buckingham, o primeiro monarca britânico reinante para fazer isto, em vez do palácio de St James, a sua casa de Londres.
- Setembro - Primeira Guerra Carlista - Batalha de Aranzueque: As forças liberais leais à rainha Isabel II da Espanha são vitoriosas, terminando a campanha carlista conhecida como Expedição Real.
- 28 de setembro - Samuel Morse arquiva uma advertência para uma patente do telégrafo.

## Nascimentos
- 8 de março - Grover Cleveland, 22º e 24º Presidente dos Estados Unidos. (m. 1908)
- 1 de abril - Luis Francisco Benítez de Lugo y Benítez de Lugo, político espanhol. (m. 1876)
- 1 de maio - Walter Hauser, foi Presidente da Confederação suíça em 1892 (m. 1902).
- 7 de junho - Alois Hitler, pai de Adolf Hitler. (m. 1903)
- 22 de junho - Paul Morphy, enxadrista estadunidense (m. 1884)
- 11 de agosto - Marie François Sadi Carnot, presidente da França (m. 1894)
- 4 de setembro — Teresa de Saldanha, religiosa dominicana e pintora portuguesa (n. 1916).
- 16 de setembro - Rei Pedro V de Portugal. (m. 1861)
- 24 de Dezembro - Sissi, Imperatriz da Áustria (m. 1898)

## Mortes
- 4 de fevereiro - John Latham, ornitólogo britânico (n. 1740)
- 31 de março - John Constable, pintor romântico inglês. (n. 1776)
- 20 de junho - Rei Guilherme IV do Reino Unido (n. 1765)
- 17 de abril - Édouard, Visconde de Walckiers, banqueiro e comerciante de escravos holandês (n. 1758)

## Por tema
- 1837 na arte
- 1837 na ciência
- 1837 na literatura
- 1837 na música